# Presidenti del Governo dell'Aragona
Il Presidente del Governo dell'Aragona (in spagnolo Presidente del Gobierno de Aragón, in aragonese President d'o Gubierno d'Aragón) è il capo del governo dell'Aragona, una comunità autonoma della Spagna. Il presidente è eletto per un mandato di quattro anni dalle Corti aragonesi. La presidenza è stata istituita nel 1983 ai sensi dell'articolo 12 dello Statuto di autonomia per l'Aragona.

## Elenco
| Immagine | Immagine            | Presidente (nascita-morte)                    | Mandato                             | Partito |
| -------- | ------------------- | --------------------------------------------- | ----------------------------------- | ------- |
|          | Stemma dell'Aragona | Juan Antonio Bolea Foradada (1930-2021)       | 9 aprile 1978 – 9 maggio 1981       | UCD     |
|          | Stemma dell'Aragona | Gaspar Castellano y de Gastón (1928-2019)     | 9 maggio 1981 – 26 novembre 1982    | UCD     |
|          | Stemma dell'Aragona | José María Hernández de la Torre (ad interim) | 26 novembre 1982 – 20 dicembre 1982 | Ind.    |
|          | Stemma dell'Aragona | Juan Antonio de Andrés Rodríguez              | 20 dicembre 1982 – 6 giugno 1983    | UCD     |
|          | Stemma dell'Aragona | Santiago Marraco Solana (1938)                | 6 giugno 1983 – 3 agosto 1987       | PSOE    |
|          | Stemma dell'Aragona | Hipólito Gómez de las Roces (1932)            | 3 agosto 1987 – 12 luglio 1991      | PAIO    |
|          | Eiroa               | Emilio Eiroa García (1935-2013) (ad interim)  | 12 luglio 1991 – 15 settembre 1993  | PAIO    |
|          | Stemma dell'Aragona | José Marco Berges (1950)                      | 15 settembre 1993 – 18 gennaio 1995 | PSOE    |
|          | Stemma dell'Aragona | Ramón Tejedor Sanz (1955) (ad interim)        | 18 gennaio 1995 – 7 luglio 1995     | PSOE    |
|          | Lanzuela            | Santiago Lanzuela Marina (1948-2020)          | 7 luglio 1995 – 2 agosto 1999       | PP      |
|          | Iglesias            | Marcelino Iglesias Ricou (1951)               | 2 agosto 1999 – 13 luglio 2011      | PSOE    |
|          | Rudi                | Luisa Fernanda Rudi Úbeda (1950)              | 13 luglio 2011 – 5 luglio 2015      | PP      |
|          | Lambán              | Javier Lambán Montañés (1957-2025)            | 5 luglio 2015 – 11 agosto 2023      | PSOE    |
|          | Azcón               | Jorge Antonio Azcón Navarro (1973)            | 11 agosto 2023 – in carica          | PP      |